# آرچی شپ
آرچی شِپ (انگلیسی: Archie Shepp؛ زادهٔ ۲۴ مهٔ ۱۹۳۷) موسیقی‌دان، آهنگساز و ساکسوفون‌نواز اهل ایالات متحده آمریکا است. او از سال ۱۹۶۰ میلادی تاکنون مشغول فعالیت بوده و از پیشگامان جاز آزاد به‌شمار می‌رود.